# Nofret (krater)
Nofret är en nedslagskrater med en diameter på 22 kilometer, på planeten Venus. Nofret har fått sitt namn efter den egyptisk prinsessa Nofret.